# The Rolling Stones, Now!
The Rolling Stones, Now! – trzeci album studyjny w Stanach Zjednoczonych grupy The Rolling Stones, wydany w 1965 roku.
W 2003 album został sklasyfikowany na 181. miejscu listy 500 albumów wszech czasów magazynu Rolling Stone.

## Lista utworów
1. „Everybody Needs Somebody to Love” (Solomon Burke/Bert Russell/Jerry Wexler) – 2:58
  - Pomyłkowo na tym albumie znalazła się krótsza wersja utworu, co kontrastowało z 5-minutową wersją z albumu The Rolling Stones No. 2
2. „Down Home Girl” (Jerry Leiber/Arthur Butler) – 4:12
3. „You Can't Catch Me” (Chuck Berry) – 3:39
4. „Heart of Stone” (Mick Jagger/Keith Richards) – 2:49
5. „What a Shame” (Mick Jagger/Keith Richards) – 3:05
6. „I Need You Baby (Mona)” (Ellas McDaniel) – 3:35
  - Utwór został najpierw wydany na pierwszym albumie The Rolling Stones i nie ukazał się także na amerykańskim England's Newest Hit Makers zastąpiony przez „Not Fade Away”
7. „Down the Road a Piece” (Don Raye) – 2:55
8. „Off the Hook” (Mick Jagger/Keith Richards) – 2:34
9. „Pain in My Heart” (Naomi Neville) – 2:12
10. „Oh Baby (We Got a Good Thing Goin')” (Barbara Lynn Ozen) – 2:08
11. „Little Red Rooster” (Willie Dixon) – 3:05
12. „Surprise, Surprise” (Mick Jagger/Keith Richards) – 2:31

## Muzycy
- Brian Jones – gitara, harmonijka, pianino, wokal
- Mick Jagger – wokal prowadzący, harmonijka, perkusja
- Keith Richards – gitara, wokal
- Charlie Watts – perkusja
- Bill Wyman – gitara basowa

Dodatkowi muzycy
- Jack Nitzsche – pianino
- Ian Stewart – pianino

## Listy przebojów

### Album
| Rok  | Lista                | Pozycja |
| ---- | -------------------- | ------- |
| 1965 | Billboard Pop Albums | 5       |
| 1966 | Billboard Pop Albums | 49      |

### Single
| Rok  | Single               | Lista                                  | Pozycja |
| ---- | -------------------- | -------------------------------------- | ------- |
| 1964 | „Little Red Rooster” | UK Top 50 Singles                      | 1       |
| 1965 | „Heart of Stone”     | The Billboard Hot 100                  | 19      |
| 1965 | „What a Shame”       | The Billboard Hot 100 (Bubbling Under) | 124     |

## Certyfikaty i sprzedaż
| Kraj                     | Certyfikat  | Sprzedaż |
| ------------------------ | ----------- | -------- |
| Stany Zjednoczone (RIAA) | złota płyta | 500 000+ |